# Prémios do Cinema Europeu de 2000
A 13ª Edição dos Prémios do Cinema Europeu (em inglês: 13th European Film Awards) foi apresentada no dia 2 de dezembro de 2000, por Rupert Everett e Antoine de Caunes. Esta edição ocorreu em Paris, França.

## Vencedores e nomeados
A cor de fundo       indica os vencedores.

### Melhor filme
| Filme                               | Título no Brasil         | Título em Portugal            | Diretor/Realizador   | Produção (país) |
| ----------------------------------- | ------------------------ | ----------------------------- | -------------------- | --------------- |
| Dancer in the Dark                  | Dançando no Escuro       | Dancer in the Dark            | Lars von Trier       | Dinamarca       |
| Billy Elliot                        | Billy Elliot             | Billy Elliot                  | Stephen Daldry       | Reino Unido     |
| Chicken Run                         | A Fuga das Galinhas      | A Fuga das Galinhas           | Peter Lord Nick Park | Reino Unido     |
| Harry, un ami qui vous veut du bien | Harry Chegou Para Ajudar | Harry, um Amigo ao Seu Dispor | Dominik Moll         | França          |
| Le Goût des autres                  | O Gosto dos Outros       | O Gosto dos Outros            | Agnès Jaoui          | França          |
| Pane e tulipani                     | Pão e Tulipas            | Pão e Tulipas                 | Silvio Soldini       | Itália          |
| Trolösa                             | Infiel                   | Infidelidade                  | Liv Ullmann          | Suécia          |

### Melhor ator
| Ator                     | Nacionalidade (país) | Filme                               | Título no Brasil         | Título em Portugal            |
| ------------------------ | -------------------- | ----------------------------------- | ------------------------ | ----------------------------- |
| Sergi López              | Espanha              | Harry, un ami qui vous veut du bien | Harry Chegou Para Ajudar | Harry, um Amigo Ao Seu Dispor |
| Jamie Bell               | Reino Unido          | Billy Elliot                        | Billy Elliot             | Billy Elliot                  |
| Bruno Ganz               | Suíça                | Pane e tulipani                     | Pão e Tulipas            | Pão e Tulipas                 |
| Ingvar Eggert Sigurðsson | Islândia             | Englar alheimsins                   |                          |                               |
| Krzysztof Siwczyk        | Polónia              | Wojaczek                            |                          |                               |
| Stellan Skarsgård        | Suécia               | Aberdeen                            |                          |                               |

### Melhor atriz
| Atriz          | Nacionalidade (país) | Filme                     | Título no Brasil   | Título em Portugal |
| -------------- | -------------------- | ------------------------- | ------------------ | ------------------ |
| Björk          | Islândia             | Dancer in the Dark        | Dançando no Escuro | Dancer in the Dark |
| Bibiana Beglau | Alemanha             | Die Stille nach dem Schuß |                    |                    |
| Lena Endre     | Suécia               | Trolösa                   | Infiel             | Infidelidade       |
| Sylvie Testud  | França               | La captive                |                    | A Cativa           |
| Julie Walters  | Reino Unido          | Billy Elliot              | Billy Elliot       | Billy Elliot       |

### Melhor argumentista/roteirista
| Argumentista/Roteirista                         | Nacionalidade (país) | Filme                               | Título no Brasil         | Título em Portugal            |
| ----------------------------------------------- | -------------------- | ----------------------------------- | ------------------------ | ----------------------------- |
| Agnès Jaoui Jean-Pierre Bacri                   | França               | Le Goût des autres                  | O Gosto dos Outros       | O Gosto dos Outros            |
| Rafael Azcona                                   | Espanha              | La lengua de las mariposas          | A Língua das Mariposas   |                               |
| Irakli Kvirikadze Maria Svereva Nana Djordjadze | Geórgia              | 27 Missing Kisses                   |                          |                               |
| Wolfgang Kohlhaase                              | Alemanha             | Die Stille nach dem Schuss          |                          |                               |
| Doriana Leondeff Silvio Soldini                 | Itália               | Pane e tulipani                     | Pão e Tulipas            | Pão e Tulipas                 |
| Dominik Moll Gilles Marchand                    | França               | Harry, un ami qui vous veut du bien | Harry Chegou Para Ajudar | Harry, um Amigo Ao Seu Dispor |

### Melhor diretor de fotografia
| Diretor de fotografia            | Nacionalidade (país) | Filme                          | Título no Brasil | Título em Portugal |
| -------------------------------- | -------------------- | ------------------------------ | ---------------- | ------------------ |
| Vittorio Storaro                 | Itália               | Goya en Burdeos                |                  |                    |
| Aleksandr Burov                  | Rússia               | Svadba                         | As Bodas         |                    |
| Éric Guichard Jean-Paul Meurisse | França               | Himalaya - l'enfance d'un chef | Himalaia         | Himalaia           |
| Agnès Godard                     | França               | Beau travail                   | Bom Trabalho     |                    |
| Edgar Moura                      | Brasil               | Jaime                          | Jaime            | Jaime              |
| Yuri Klimenko                    | Rússia               | Barak                          |                  |                    |

### Melhor documentário
| Documentário                | Título no Brasil                  | Título em Portugal              | Diretor/Realizador               | Produção (país)     |
| --------------------------- | --------------------------------- | ------------------------------- | -------------------------------- | ------------------- |
| Les glaneurs et la glaneuse | Os Catadores e Eu                 | Os Respigadores e a Respigadora | Agnès Varda                      | França              |
| Calle 54                    | Rua 54                            |                                 | Fernando Trueba                  | Espanha             |
| Goulag                      |                                   |                                 | Hélène Chatelain Iosif Pasternak | França              |
| Heimspiel                   |                                   |                                 | Pepe Danquart                    | Alemanha            |
| One Day in September        | Munique, 1972: Um Dia em Setembro |                                 | Kevin Macdonald                  | Reino Unido / Suíça |
| Ouvrières du monde          | Operárias do Mundo                |                                 | Marie-France Collard             | Bélgica             |

### Filme revelação
| Filme               | Título no Brasil | Título em Portugal | Diretor/Realizador | Produção (país) |
| ------------------- | ---------------- | ------------------ | ------------------ | --------------- |
| Ressources humaines | Recursos Humanos | Recursos Humanos   | Laurent Cantet     | França          |
| 101 Reykjavík       |                  |                    | Baltasar Kormákur  | Islândia        |
| Gangster No. 1      | Os Gângsteres    | Gangster n.º 1     | Paul McGuigan      | Reino Unido     |
| Kennedy et moi      |                  |                    | Sam Karmann        | França          |
| Nordrand            |                  |                    | Barbara Albert     | Áustria         |
| Some Voices         | Estranhas Vozes  |                    | Simon Cellan Jones | Reino Unido     |
| Tillsammans         | Bem-Vindos       |                    | Lukas Moodysson    | Suécia          |
| Tuvalu              |                  | Tuvalu             | Veit Helmer        | Alemanha        |
| Vergiss Amerika     |                  |                    | Vanessa Jopp       | Alemanha        |

### Prémio FIPRESCI
| Filme           | Título no Brasil | Título em Portugal | Diretor/Realizador | Produção (país) |
| --------------- | ---------------- | ------------------ | ------------------ | --------------- |
| Mayıs Sıkıntısı |                  | Nuvens de Maio     | Nuri Bilge Ceylan  | Turquia         |

### Melhor curta-metragem
| Curta-metragem                   | Diretor/Realizador | Produção (país) |
| -------------------------------- | ------------------ | --------------- |
| A mi gólyánk                     | Lívia Gyarmathy    | Hungria         |
| De zone                          | Ben van Lieshout   | Países Baixos   |
| Ferment                          | Tim MacMillan      | Reino Unido     |
| I nie opuszczę cię aż do śmierci | Maciej Adamek      | Polónia         |
| Kovat miehet                     | Maarit Lalli       | Finlândia       |

### Melhor filme não europeu
| Filme                      | Título no Brasil                        | Título em Portugal   | Diretor/Realizador | Produção (país) |
| -------------------------- | --------------------------------------- | -------------------- | ------------------ | --------------- |
| Fa yeung nin wa            | Amor à Flor da Pele                     | Disponível Para Amar | Wong Kar-Wai       | Hong Kong       |
| Gladiator                  | Gladiador                               | Gladiador            | Ridley Scott       | Estados Unidos  |
| Wo hu cang long            | O Tigre e o Dragão                      | O Tigre e o Dragão   | Ang Lee            | China           |
| Erin Brockovich            | Erin Brockovich - Uma Mulher de Talento | Erin Brockovich      | Steven Soderbergh  | Estados Unidos  |
| Yi yi                      | As Coisas Simples da Vida               | Yi-yi                | Edward Yang        | Taiwan / Japão  |
| O Brother, Where Art Thou? | E Aí, Meu Irmão, Cadê Você?             | Irmão, Onde Estás?   | Joel Coen          | Estados Unidos  |

### Prémio de carreira
- Richard Harris

### Prémio de mérito europeu no Cinema Mundial
- Jean Reno
- Roberto Benigni

### Menção Especial
| Filme     | Título no Brasil | Título em Portugal | Diretor/Realizador | Produção (país) |
| --------- | ---------------- | ------------------ | ------------------ | --------------- |
| Heimspiel |                  |                    | Pepe Danquart      | Alemanha        |

### Prémio do Público
O vencedor dos Prémios Jameson Escolha do Público foram escolhidos por votação on-line.

#### Melhor realizador/diretor
| Realizador/Diretor | Nacionalidade (país) | Filme              | Título no Brasil   | Título em Portugal |
| ------------------ | -------------------- | ------------------ | ------------------ | ------------------ |
| Lars von Trier     | Dinamarca            | Dancer in the Dark | Dançando no Escuro | Dancer in the Dark |

#### Melhor ator
| Ator                     | Nacionalidade (país) | Filme             | Título no Brasil | Título em Portugal |
| ------------------------ | -------------------- | ----------------- | ---------------- | ------------------ |
| Ingvar Eggert Sigurðsson | Islândia             | Englar alheimsins |                  |                    |

#### Melhor atriz
| Atriz | Nacionalidade (país) | Filme              | Título no Brasil   | Título em Portugal |
| ----- | -------------------- | ------------------ | ------------------ | ------------------ |
| Björk | Islândia             | Dancer in the Dark | Dançando no Escuro | Dancer in the Dark |

## Netografia
- «Vencedores dos EFA 2000» (em inglês)
- «Nomeados para os EFA 2000» (em inglês)